# La Calera (Chile)

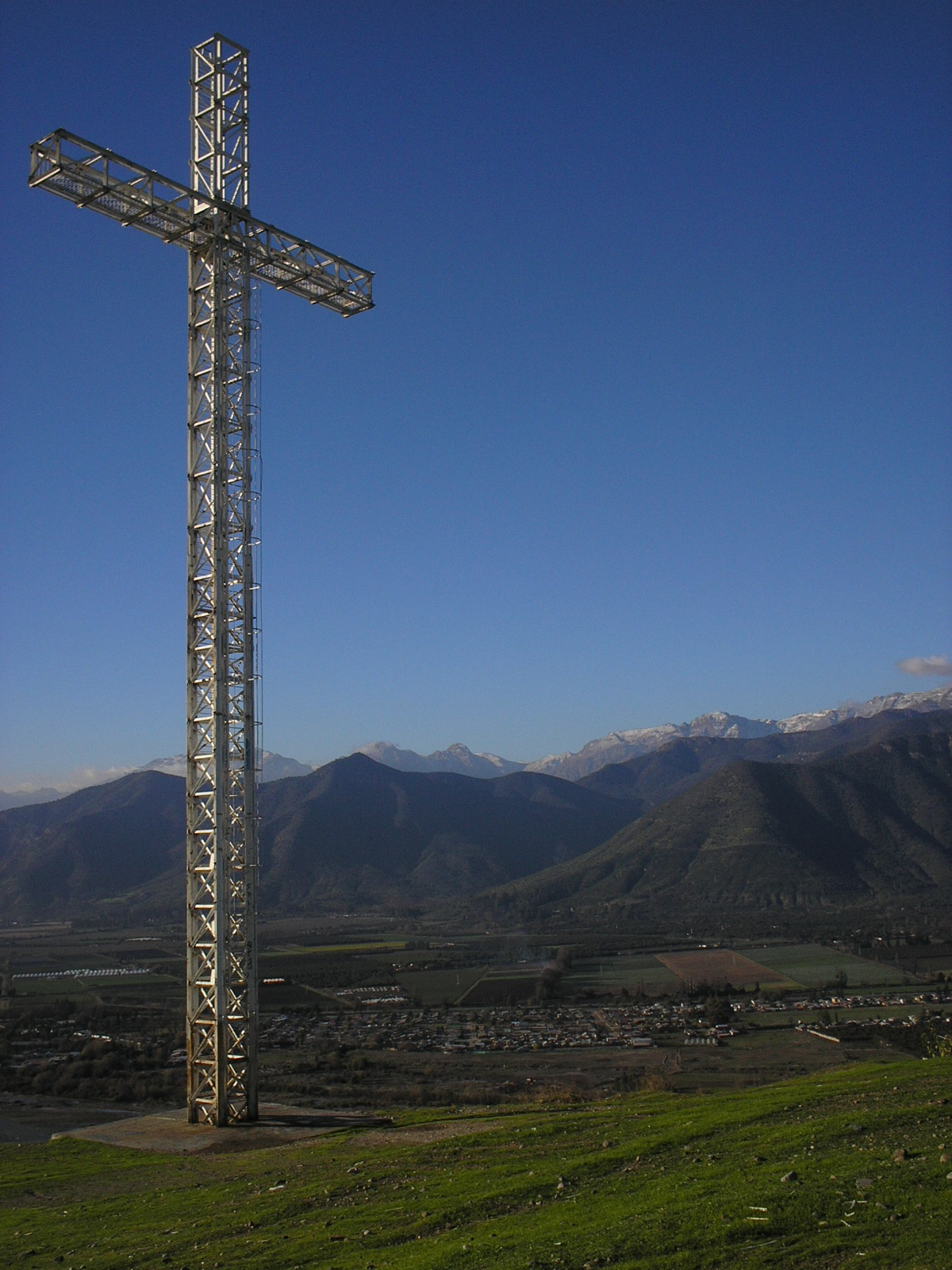
El Cerro de La Calera durante la temporada de invierno y al fondo La Calera.

La Calera, o simplemente Calera, es una ciudad y comuna de la zona central de Chile, situada a orillas del Río Aconcagua, en la Provincia de Quillota, Región de Valparaíso. El asentamiento principal es la ciudad de La Calera, siendo parte de la Conurbación del Gran Quillota junto a las comunas de La Cruz y Quillota.
En la calle General Baquedano esquina con Esmeralda, se encuentra el Estadio Municipal Nicolás Chahuán Nazar, donde hace de local el club Unión La Calera que milita en la Primera división del fútbol chileno.

## Toponimia
El nombre de La Calera proviene de la producción de cal, la cual era obtenida de la piedra caliza procesada (carbonato de calcio), como la extraída del cerro Huecura(del mapudungún: We kura ‘piedra nueva’), hoy conocido como La Melonita, en el sur de la ciudad. Por lo tanto, La Calera significa "cantera de cal".

## Historia

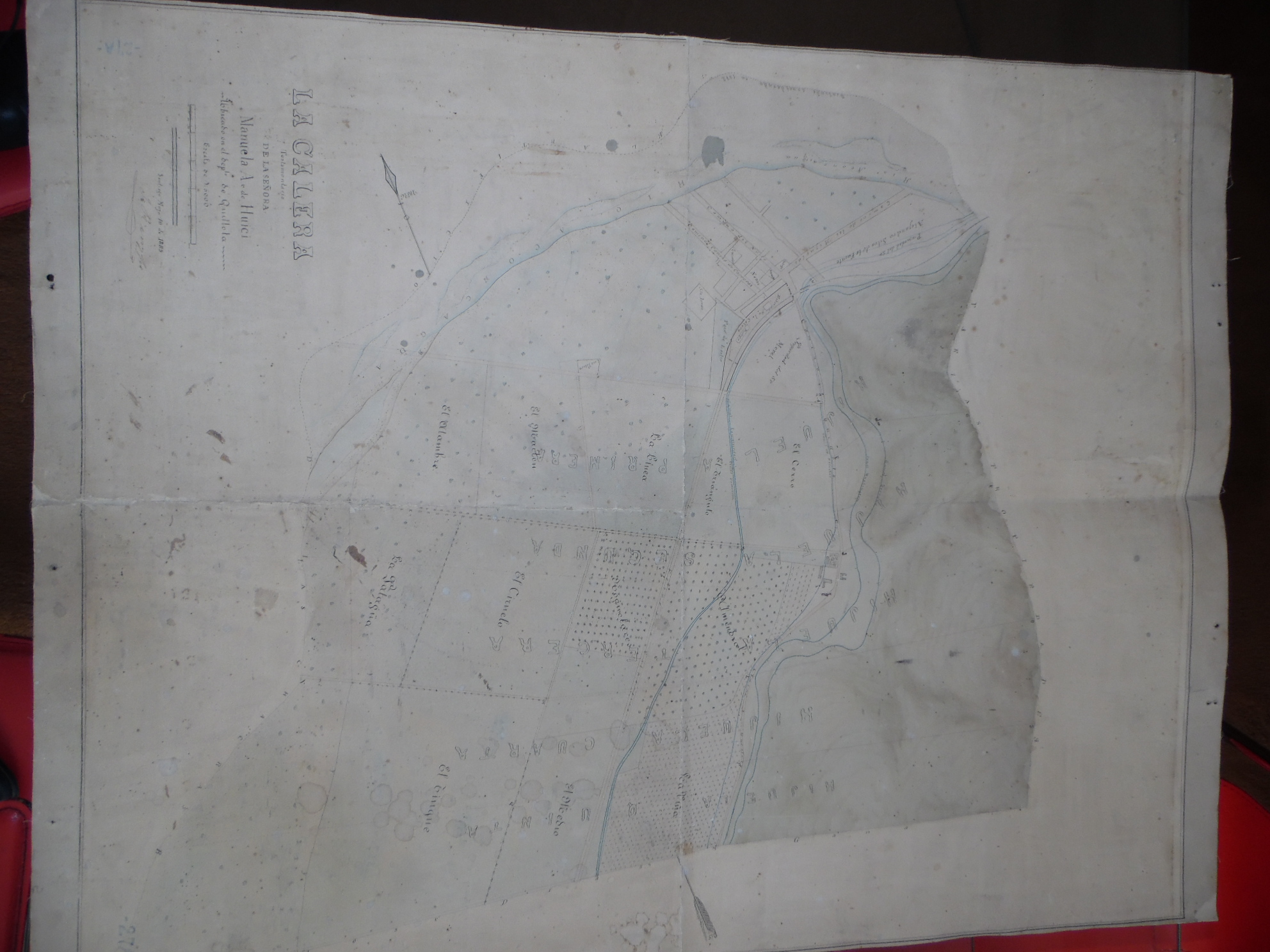
La Calera, plano original de herencia del señor Huici, 1889

La antigua hacienda de La Calera, que comprendía los terrenos denominados hoy Artificio y El Olivo, fue propiedad de los jesuitas desde 1628 hasta 1767, año en que el Rey de España ordenó la expulsión de los Jesuitas.
En 1716, el comisario general Pedro Amaza Iturgoyen, quien era mandado por el Rey de España, logra que el cabildo de Santiago le concediera permiso para fabricar un molino de pólvora en sus tierras, las mismas que más tarde tomarían el nombre relativo a esta actividad: Artificio. El molino era explotado y desarrollado por los jesuitas.
Tras la expulsión de los Jesuitas, sus tierras rápidamente fueron vendidas. En 1804 Ramón Ovalle Vivar adquiere por compra la hacienda de la Calera denominada antiguamente San Vicente o la Palmilla. La hacienda permaneció en posesión de su familia hasta que en 1842 el empresario español Ildefonso Huici compró a los herederos de don Ramón Ovalle la parte norte-oriente de la hacienda de la Calera en la suma de $100.000. Este se encargó de la industrialización de la zona con los productos de la región. En 1844 se encontraba formado un conglomerado de viviendas obreras situadas en torno a las fábricas y centros de producción establecidos en la zona, siendo este el principal antecedente en la formación de Calera. A fines del siglo XIX, Benjamín Vicuña Mackenna, escribiría: "Lo que Calera conserva intacta es su cal y su chicha, especialmente La Calera - Huici".
La fracción sur-poniente de la hacienda de la Calera permaneció en manos de la familia Ovalle, siendo conocida posteriormente como "La Calera de Ovalle". Dicha hacienda pasó luego a pertenecer alrededor de 1877 a Díaz Gana, comprándola en la suma de $87.000.
Hubo también, en el siglo XIX, pequeñas fábricas de cemento, entre las que merece recordar las empresas de: José Régis, Carlos Cousiño, Enrique López y Juan Geiger.
José Huici donó también terrenos para la construcción de la Estación de Ferrocarriles del Estado, que inicia sus obras en 1852 y se inaugura en 1863.
Francisco Astaburoaga en 1899 en su Diccionario Geográfico de la República de Chile: 103  se refiere solo a la Estación del Ferrocarril:

Calera (Estación de la).-—En el ferrocarril de Santiago á Valparaíso, situada en el departamento de Quillota á 118 kilómetros hacia el NO. de la primera ciudad y 66 hacia el E. de Valparaíso. Se halla contigua á la orilla austral ó izquierda del río Aconcagua y rodeada por el S. de altas serranías, en cuyas faldas, frente á la estación, se explotan mantos de piedra caliza, lo que le ha dado el nombre. Contiene molinos harineros importantes y otros establecimientos industriales, oficinas de correo y telégrafo y una población de 640 habitantes. Es punto de comunicación con la comarca de la banda norte de dicho río y de las del departamento de Ligua, &c.

En 1891, el presidente Balmaceda da el visto bueno para la construcción de la plaza central, la que en 1943 tomará el nombre de Plaza Balmaceda.
En 1893, Calera obtuvo la categoría de departamento, que abarcaban las Subdelegaciones de La Calera, La Cruz, Charravata y Pocochay.
El 6 de mayo de 1894 se constituyó la primera municipalidad, siendo su primer alcalde Alejandro Silva de la Fuente, quien se encargó de dotar al pueblo de luz eléctrica.
El geógrafo Luis Risopatrón lo describe a La Calera como una ‘aldea’ en su libro Diccionario Jeográfico de Chile en el año 1924:: 120 

Calera (Aldea de La) 32° 48' 71° 13'. Consta de una veintena de manzanas, cuenta con servicio de correos, telégrafos i escuelas públicas, as! como estación de ferrocarril, cuenta con molinos harineros, fábrica de cemento i otros establecimientos industriales i se encuentra en la ribera S del curso inferior del rio Aconcagua, a 217 m de altitud, a 11 kilómetros al N del pueblo de Quillota; en las faldas de las serranías que se levantan por el S se esplotan mantos de caliza, de un color pardo azulado, que da mui buena cal, lo que ha dado el nombre a la localidad. En 3 años de observaciones, se ha anotado 266,5 mm como promedio anual de agua caida, habiéndose rejistrado 683,7 mm de agua caida, en 32 dias de lluvia, con 71 mm de máxima diaria, en 1919.

En 1932, la Municipalidad presidida por su alcalde Don Blas Olivares, propuso a la Dirección de Obras Públicas que dotara a la ciudad de agua potable y alcantarillado. Desde esta fecha a la actualidad la ciudad de La Calera ha continuado desarrollándose en forma activa.

## Medio ambiente

### Geomorfología y componentes abióticos
La comuna de La Calera se encuentra emplazada en las unidades geomorfológicas de Cordones transversales, Llanos de sedimentación fluvial o aluvional y Cordillera de la costa. Esta además se halla en la cuenca hidrográfica de Río Aconcagua. Además, la comuna posee diversos cuerpos de agua, entre los que se destacan el Río Aconcagua.

### Clima
Según la clasificación climática de Köppen, esta comuna presenta el clima mediterráneo de lluvia invernal (Csb) y clima mediterráneo de lluvia invernal de altura (Csb (h)). Una característica especial es su microclima con nublados matinales produciendo un efecto moderador muy importante en las temperaturas, favorables para cultivos y plantaciones. En general, se presenta una humedad relativa del aire del orden del 60 %, y la temperatura promedio anual está entre los 18 °C. 
Al poseer un clima mediterráneo, las cuatro estaciones están bien marcadas: El verano es seco y caluroso, el otoño es fresco y algo húmedo, el invierno es frío y húmedo, y la primavera es agradable, con temperaturas que normalmente no superan los 23 o 24 grados.
Relativamente caluroso de noviembre a marzo, con temperaturas máximas de hasta 35 °C en los días más calurosos. Sus temperaturas son más bajas que en comparación a otras ciudades de la zona central, debido a que está ubicada en un valle de baja altitud, con influencia oceánica. 
El invierno (de junio a agosto) es más húmedo, con temperaturas típicas máximas diarias de 15 °C, y mínimas promedio de aproximadamente 2 °C, aunque la sensación térmica puede llegar a ser mucho menor debido a la alta humedad y los fuertes vientos frescos provenientes del Pacífico. Entre el 75 y el 85% de las precipitaciones son en invierno, entre los meses de mayo y agosto, con un promedio de 400 mm de agua.
| Parámetros climáticos promedio de La Calera (1960-2010), Chile | Parámetros climáticos promedio de La Calera (1960-2010), Chile | Parámetros climáticos promedio de La Calera (1960-2010), Chile | Parámetros climáticos promedio de La Calera (1960-2010), Chile | Parámetros climáticos promedio de La Calera (1960-2010), Chile | Parámetros climáticos promedio de La Calera (1960-2010), Chile | Parámetros climáticos promedio de La Calera (1960-2010), Chile | Parámetros climáticos promedio de La Calera (1960-2010), Chile | Parámetros climáticos promedio de La Calera (1960-2010), Chile | Parámetros climáticos promedio de La Calera (1960-2010), Chile | Parámetros climáticos promedio de La Calera (1960-2010), Chile | Parámetros climáticos promedio de La Calera (1960-2010), Chile | Parámetros climáticos promedio de La Calera (1960-2010), Chile | Parámetros climáticos promedio de La Calera (1960-2010), Chile |
| Mes                                                            | Ene.                                                           | Feb.                                                           | Mar.                                                           | Abr.                                                           | May.                                                           | Jun.                                                           | Jul.                                                           | Ago.                                                           | Sep.                                                           | Oct.                                                           | Nov.                                                           | Dic.                                                           | Anual                                                          |
| -------------------------------------------------------------- | -------------------------------------------------------------- | -------------------------------------------------------------- | -------------------------------------------------------------- | -------------------------------------------------------------- | -------------------------------------------------------------- | -------------------------------------------------------------- | -------------------------------------------------------------- | -------------------------------------------------------------- | -------------------------------------------------------------- | -------------------------------------------------------------- | -------------------------------------------------------------- | -------------------------------------------------------------- | -------------------------------------------------------------- |
| Temp. máx. abs. (°C)                                           | 43.2                                                           | 44.5                                                           | 42.7                                                           | 37.1                                                           | 32.0                                                           | 24.9                                                           | 26.2                                                           | 31.2                                                           | 32.1                                                           | 34.2                                                           | 38.9                                                           | 42.7                                                           | 44.5                                                           |
| Temp. máx. media (°C)                                          | 31.5                                                           | 31.0                                                           | 28.9                                                           | 23.8                                                           | 18.2                                                           | 14.1                                                           | 13.2                                                           | 16.8                                                           | 19.2                                                           | 22.4                                                           | 26.2                                                           | 29.7                                                           | 21.0                                                           |
| Temp. media (°C)                                               | 19.1                                                           | 18.6                                                           | 17.2                                                           | 14.7                                                           | 11.6                                                           | 8.5                                                            | 7.8                                                            | 10.7                                                           | 12.5                                                           | 14.8                                                           | 16.8                                                           | 18.3                                                           | 14.2                                                           |
| Temp. mín. media (°C)                                          | 17.7                                                           | 17.2                                                           | 12.5                                                           | 7.6                                                            | 5.1                                                            | 2.8                                                            | 2.3                                                            | 4.5                                                            | 5.8                                                            | 9.1                                                            | 12.4                                                           | 15.9                                                           | 7.4                                                            |
| Temp. mín. abs. (°C)                                           | 3.7                                                            | 2.5                                                            | -0.1                                                           | -2.5                                                           | -5.6                                                           | -10.5                                                          | -8.6                                                           | -6.3                                                           | -3.8                                                           | -1.3                                                           | -0.6                                                           | 2.2                                                            | -10.5                                                          |
| Precipitación total (mm)                                       | 0.1                                                            | 1.3                                                            | 2.1                                                            | 15.4                                                           | 71.6                                                           | 108.7                                                          | 92.2                                                           | 68.7                                                           | 23.5                                                           | 11.3                                                           | 5.6                                                            | 1.1                                                            | 401.6                                                          |
| Días de precipitaciones (≥ 1 mm)                               | 0                                                              | 0                                                              | 1                                                              | 2                                                              | 6                                                              | 11                                                             | 9                                                              | 6                                                              | 3                                                              | 1                                                              | 1                                                              | 0                                                              | 38                                                             |
| Fuente: Accuweather                                            |                                                                |                                                                |                                                                |                                                                |                                                                |                                                                |                                                                |                                                                |                                                                |                                                                |                                                                |                                                                |                                                                |

### Componentes bióticos

Trazado simplificado de los ecosistemas y cuerpos de agua presentes en la comuna de La Calera.

Dentro del territorio de la comuna se pueden hallar los siguientes ecosistemas:
- Bosque esclerófilo mediterráneo costero donde predominan Cryptocarya alba y Peumus boldus (Vulnerable)
- Bosque esclerófilo mediterráneo costero donde predominan Lithrea caustica y Cryptocarya alba (Casi amenazado)

### Medidas de protección ambiental y conflictos socioambientales
Hasta 2022, la comuna de La Calera cuenta con las siguientes zonas que cuentan con algún nivel de protección ambiental:
- Cordillera El Melón (Sitios Ley 19.300)[16]
- Humedal Estero El Litre (Humedal urbano)[17]
- La Campana - Peñuelas (Reserva Biósfera)[18]
- Río Aconcagua (Sitios ERB)[19]
- Zona Media Superior Aconcagua (Sitios ERB)[20]

## Demografía
Según el censo nacional del año 2002, la comuna tenía una población total de 49.503 habitantes, de los cuales 24.134 son hombres y 25.369 son mujeres. De ellos, 47.836 (96,6%) vivía en zonas urbanas y 1.667 (3,4%) en las zonas rurales. La Calera posee un 3,21% de la población total de la región.
Según el censo de 2017 del INE, la población de la comuna es de 50.554 habitantes.
| Gráfica de evolución demográfica de La Calera (Chile) entre 1885 y 2017 |
|                                                                         |
| Fuente: censos nacionales del INE                                       |

### Población
La comuna se compone de la ciudad, además de las siguientes localidades:
- Artificio
- Las Cabritas
- Pachacamita
- Pachacamac
- El Olivo

El centro se basa en varias calles, como por ejemplo J.J. Pérez, Av. Diego Lillo, Aldunate, Carrera, Arturo Prat, también destacan calles como Caupolicán, Blanco, Huici, Cochrane, Zenteno, Av. Almte. Latorre, Balmaceda, etc.
La Calera está formada por diversas poblaciones, entre las que se encuentran: Población Ferroviaria, Población Huertos Obreros Población Héroes de La Concepción (Ex Cemento Melón), Villa Margarita, Villa Santo Domingo, Villa La Calera, El Bicentenario, Panamericana, Caupolicán, Villa Pablo Neruda, Villa las Fundadoras, Entrepuentes, El Trigal, Padre Hurtado, Los Pinos, Villa Los Huertos, Villa Empart, O'Higgins, Villa San Antonio, Victoria, Baquedano, Príncipe de Gales, Campo de Deportes, Manuel Rodríguez, Cruz del Sur, SICEM, Aconcagua, Nueva Calera, Villa Los Copihues, Villa Valparaíso, Villa O'Higgins, Los Carrera, Villa San Miguel, Pablo Neruda II, El Molino, Villa Spinetto.
En el distrito de Artificio se encuentran las poblaciones: Malteria, El Bosque, Lautaro, Punta de Diamante, El Parque, El Progreso (Limitie de La Calera con Nogales), Villa Las Américas, Villa Las Américas II, Villa Los Lagos, Villa Del Carmen, Pueblo Nuevo, Arboleda, Caupolicán, Panamericana, Tres Esquinas (Límite de La Calera con Hijuelas), J.M. Salinas, René Pianovic (Compartida con Hijuelas), La Mota, Santa Herminia, El Olivo (Límite de La Calera con Hijuelas), Purutun, La Quebrada del Cura, La Peña.

## Administración
La Calera pertenece al Distrito Electoral n.º 6 y a la 6.ª circunscripción senatorial (Valparaíso). Es representada en la Cámara de Diputados del Congreso Nacional por los diputados Andrés Longton (RN), Gaspar Rivas (Ind), Camila Flores (RN), Chiara Barchiesi (REP), Nelson Venegas (PS), Carolina Marzán (PPD), María Francisca Bello Campos (FA), y Diego Ibáñez (FA). A su vez, es representada en el Senado por los senadores Francisco Chahuán (RN), Kenneth Pugh (RN), Ricardo Lagos Weber (PPD), Isabel Allende (PS) y Juan Ignacio Latorre (FA)
La comuna de La Calera es dirigida por el alcalde Johnny Piraino Meneses, el cual es asesorado por los siguientes concejales:

## Economía
En 1906, Don Carlos Barroilhet, motivado por Don Alfredo Cox, dueño de la hacienda El Melón, estudió la posibilidad de instalar en La Calera una fábrica de Cemento Pórtland, motivados principalmente por la gran cantidad de minas de caliza que allí se encuentran. Finalmente, en 1908 se inaugura la primera fábrica de Cemento Melón en Chile.
En 2018, la cantidad de empresas registradas en Calera fue de 989. El Índice de Complejidad Económica (ECI) en el mismo año fue de 0,71, mientras que las actividades económicas con mayor índice de Ventaja Comparativa Revelada (RCA) fueron Cría de Aves de Corral para Producción de Carne (129,2), Comercio al por Menor de Artículos Ópticos (117,7) y Venta al por Menor de Alimentos para Mascotas y Animales en General (44,8).

### Comercio y servicios
La actual condición de la ciudad la convierte en un denominado "Puerto Seco", principalmente porque las dos principales redes viales de la región confluyen en esta ciudad: La Ruta Panamericana y la Ruta Internacional Valparaíso-Mendoza, lo que sustenta una gran cantidad de comercio mayorista. Cuenta con un centro comercial Open Plaza con una tienda Falabella y Corona, un hipermercado Tottus, 2 tiendas para el hogar Sodimac, 4 salas de cine Cinemark, Farmacias, patio de juegos, panadería, centro bancario Falabella, patio de comidas, estacionamientos subterráneos para 400 autos y con más de 50 tiendas y locales. 
También posee una amplia gama de supermercados (Express de Lider, Tottus, Santa Isabel, Mayorista 10, SuperBodega aCuenta), entidades bancarias, grandes cadenas farmacéuticas, perfumerías, multitiendas (destacan Falabella, Ripley, Tricot, Seidemann,Family Shop), tiendas para el mejoramiento del hogar y de construcción (Sodimac, Abcdin, (Ebema, Chilemat), etc. Además, dentro de los servicios hoteleros, se encuentra el Hotel Gourmet.

### Cultura y turismo
La Calera cuenta con:
- Monumentos nacionales: Los cuales son la Estación de ferrocarriles de La Calera, que fue una importante estación de la Red de Ferrocarriles del Estado (EFE), el Recinto Ferroviario de La Calera donde se halla la estación y la tornamesa de la Estación de Ferrocarriles de La Calera.[24]
- Ex-fábrica malteria: Monumento histórico que se encuencuentra en Avda. J.J. Godoy en artificio.
- Esculturas vivientes: Mosaicos de animales culturales que se encuentran en el bandejón central de la avenida Ignacio Carrera Pinto.
- Hornos de cal: Hornos que se encuentran en el cerro La Melonita.
- Mirador de la cruz del cerro La Melonita: Mirador con letras grandes dándole la bienvenida a los visitantes de la ciudad con vista al Valle del río Aconcagua.
- Humedal Estero el Litre: Humedal urbano que se encuentra en Artificio.
- Pueblito artesanal La Calera: Pueblo artesanal que se encuentra ubicado en Avda. Iriarte con Avda. Zenteno.
- Cartel "Bienvenidos a La Calera": Escultura de letras grandes que le da la bienvenida a los visitantes de la ciudad, se encuentra en el cerro La Calera, a la vista de gran parte de la ciudad.

## Servicios públicos
La comuna cuenta con variedad de liceos, escuelas y colegios. También está el Hospital Dr. Mario Sánchez Vergara, ubicado en Carrera 1603. un Terminal de buses, el cementerio municipal, ubicado en la comuna de Nogales, funerarias, farmacias y comercio variado; la Plaza Balmaceda, la Plaza Cemento Melón, el Puentes Línea o puente ferroviario, los Puentes Las Compuertas-Petorquita, la ruta 5, el camino internacional, las parroquias Santo Nombre de Jesús y San José.
En la calle General Esmeralda esquina con Baquedano se encuentra el Estadio Municipal Nicolás Chahuán Nazar, donde hace de local el club Unión La Calera y milita en la Primera división del fútbol chileno.

## Transporte
La Calera pertenece a la conurbación "Quillota - La Cruz - La Calera" (o Gran Quillota). Se puede acceder a la ciudad en auto por la ruta 60 CH y la ruta 5 norte.

### Estación de trenes
En esta estación se concentraban un gran intercambio de pasajeros al ser la terminal de los servicios de la Red Norte, y punto de paso del Ferrocarril Santiago-Valparaíso. La Estación y Tornamesa de la Calera ubicados en la comuna del mismo nombre, provincia de Quillota, Región de Valparaíso de Chile, formó un conjunto muy interesante, ya que fue una estación clave en la distribución de pasajeros y carga entre el norte de Chile y el resto del país (Valparaíso, Los Andes, Santiago y el sur). Formó parte de la Primera Zona de FF. CC. del Estado con trocha de 1,676 mm., que comunicaba Valparaíso con Santiago (también lo hizo con el ramal San Pedro a Quintero y lo hace actualmente con el puerto de Ventanas) y desde aquí comunicó con la Red Norte, de trocha de 1 metro hasta la ciudad de Iquique en el norte de país. Actualmente su propiedad es compartida por EFE y FERRONOR, para el primer tramo y segundo respectivamente. La actual estación se habría construido a inicios de la década del ’30, destaconándose en la declaratoria que “la estación representó una nueva expresión arquitectónica producto de un nuevo diseño y concepción estructural, posible gracias a la aplicación de la tecnología del cemento Portland, que luego fue adoptada como imagen de la Empresa de los Ferrocarriles del Estado a lo largo del país”. La Estación y La Tornamesa de La Calera fue Declarada Monumento Histórico Nacional por el Decreto n.° 306 del 22 de julio de 2014.

### Proyectos
Durante 2019 se anunció la licitación de los estudios de ingeniería para la extensión del Tren Limache-Puerto hasta esta estación, los mismos que fueron completados en julio de 2021. El trabajo contempla la construcción de tres nuevas vías férreas ―dos para pasajeros y una para carga―, así como la implementación de tendido eléctrico para los trenes. Se estima que el trayecto La Calera-Puerto dure una hora y veintitrés minutos, lo que representará un ahorro de tres horas en viajes de ida y vuelta.
También cuenta con otros proyectos:
- Edificio de la PDI
- Restauración del centro cultural
- Construcción de nuevos Puentes Pedro de Valdivia y Santa Rosa
- La continuación de la Costanera avenida del Río Aconcagua
- Construcción del Paseo Los Tilos en Pueblo nuevo en artificio
- Autocarril La Calera-Artificio
- Humedal Urbano Estero el Litre
- Construcción de la escultura de la locomotora el calero

## Deportes

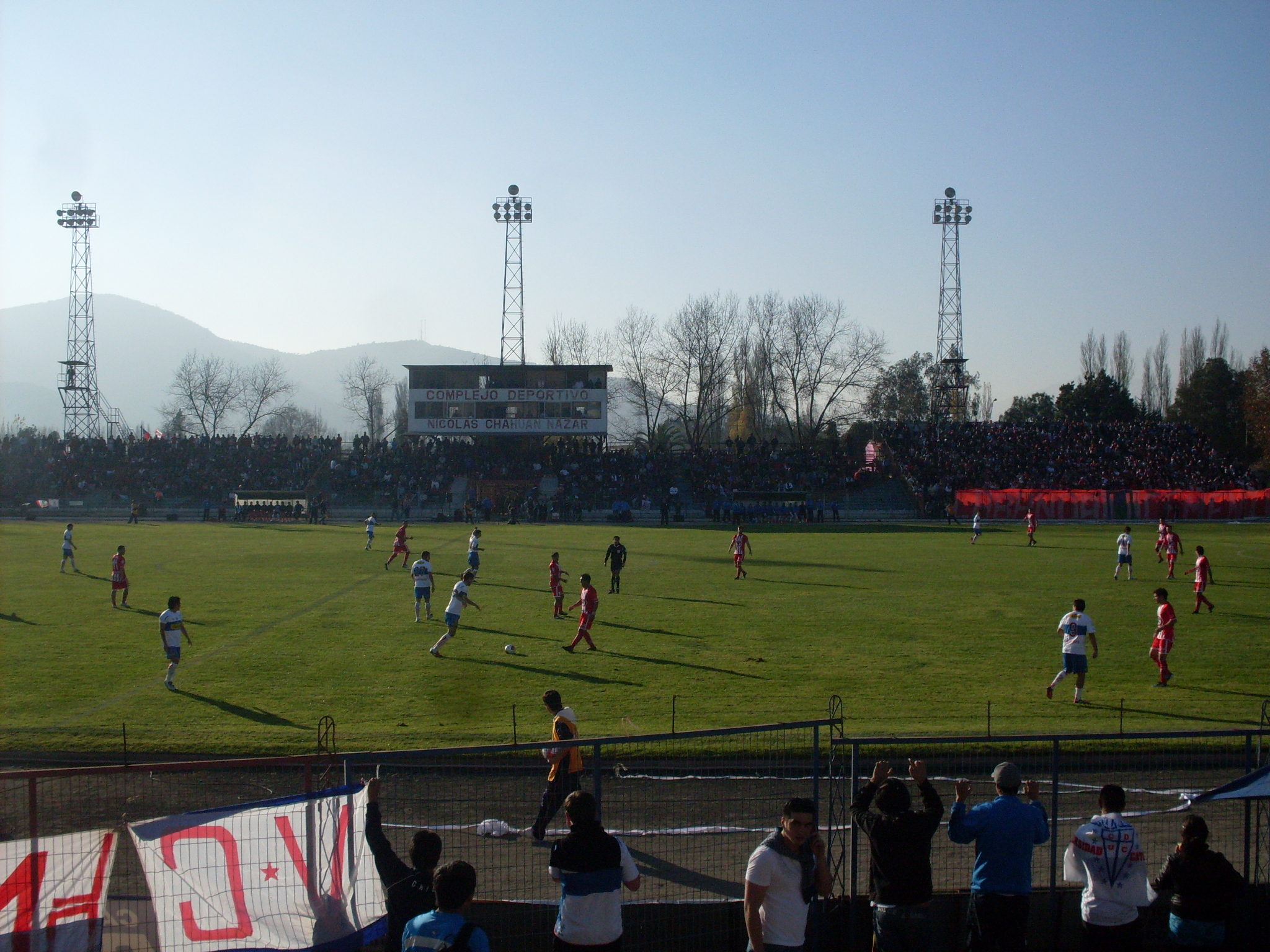
El antiguo Estadio Municipal Nicolás Chahuán Nazar durante un partido de fútbol entre Universidad Católica y Unión La Calera.

El Estadio Municipal Nicolás Chahuán Nazar se ubica en la ciudad de La Calera, en la Región de Valparaíso, Chile. Tiene una capacidad actual estimada en 10 000 espectadores, con una asistencia récord de 16.000 personas en el duelo entre Unión La Calera y Deportes Talcahuano en la etapa final del campeonato de Tercera división chilena de 1999. En este estadio se disputan los partidos que Unión La Calera, club que milita en la Primera División, juega como local. Se ubica en la esquina de las calles Esmeralda y Baquedano, en La Calera.
El surgimiento de Unión La Calera en la década de los 50 a partir de la fusión de varios clubes locales, hizo que el equipo necesitara una sede para disputar sus partidos como local. Muchas de las gestiones las realizó el dirigente local Nicolás Chahuán Nazar, quien fue el que reunió las cinco mil firmas necesarias para el establecimiento del club y su afiliación a la Asociación Central de Fútbol de Chile en 1954. El estadio mismo había sido construido en un tiempo récord de dos meses en 1950.
La muerte de Nicolás Chahuán ocurrió luego de un partido que, en 1988, disputaban Unión La Calera con Santiago Wanderers. El árbitro cobró un penal de última hora que precipitó el infarto del dirigente, quien falleció horas más tarde en el hospital local. A partir de ese año, el estadio lleva el nombre del destacado dirigente.
En 2007, la ciudad postula con su estadio, a ser sede del Campeonato Mundial Femenino Sub-20 de 2008. El alcalde de la localidad postula que el estadio es "de lujo", y requeriría de pocas reparaciones para el evento. 

#### Fútbol Profesional
En la ciudad se encuentra El Club de Deportes Unión La Calera es un club de fútbol de Chile, de la ciudad de La Calera en la Región de Valparaíso. Fue fundado el 26 de enero de 1954, actualmente juega en la Primera División de Chile. El Club Deportivo Unión La Calera fue fundado el 15 de abril de 1955. Su luz la vio nacer luego de la fusión de 5 clubes; Calera Comercio, Cemento Melón, Cóndor, Minas Navío y Tifón. En la actualidad se celebra como fecha oficial de fundación el 26 de enero de 1954.
En un comienzo se fusionaron los clubes Cóndor (el principal artífice con la idea de llegar al fútbol profesional), Calera Comercio y Tifón por un lado. Estos equipos formaron el "Deportes La Calera" el 26 de enero de 1954 (Camiseta y escudo de color azul). Por otro lado, el archirrival de todos los equipos caleranos de esa época; el Cemento Melón, intentó de manera paralela ingresar al fútbol profesional, solicitud que le fue rechazada. En un intento por revertir tal situación, se fusionó con el Minas Melón y Minas Calera, formando el "Deportes Melón".
Luego de la aceptación del Deportes La Calera para ingresar al fútbol profesional se conformó un equipo con jugadores solo de los equipos fusionados. La carrera del Deportes Calera en el fútbol profesional se venía cuesta abajo ya que el público no respaldaba y la cantidad de socios se mantenía baja. El poderío económico del Deportes Melón y la necesidad de ingresos de La Calera llevó a la instancia de optar por una nueva fusión: la de "Deportes La Calera" y el "Deportes Melón".En primera instancia, los "románticos" dirigentes no se decidían por tal fusión, sin embargo primó la cordura y es así como nace lo que hoy conocemos como el Club "Unión" de La Calera. Se cambió la camiseta por el color rojo y se diseñó un nuevo escudo para la institución (el actual), con una "U" en el centro de color blanco (Cemento Melón), fondo azul (Cóndor y Tifón) y verde (Minas Navío) y el nombre de la ciudad en blanco con fondo rojo (Calera Comercio).
La Primera directiva que estuvo a cargo del cuadro rojo fue conformada en la Presidencia por el entonces alcalde de La Calera Ramón Aravena Laborde, como vicepresidente estuvo Nicolás Chahuán Nazar (en su honor el estadio Municipal lleva su nombre), el Tesorero fue Sergio Olave, Protesorero Luis Herrera, Secretario Julio Rolando Escobar, Prosecretario Heraldo Cabezas y sus primeros Directores fueron Alberto Caso, Manuel García, Hernán Latorre, Manuel Rubilar, Juan Silva, Froilán Vergara y Sergio Zelaya.
Tradicionalmente Unión La Calera usa camiseta roja, pantalón blanco, medias blancas para su uniforme titular y camiseta blanca, pantalón blanco, medias blancas para su uniforme alternativo, pero durante la temporada 2007 los cementeros comenzaron a usar una camiseta blanca y roja a rayas horizontales, pantalón blanco y medias blancas de uniforme titular, muy similar a la que usó el mismo equipo cuando consiguió su ascenso a la Primera división en el año 1984. Para el 2010 el uniforme titular es camiseta roja con barras verticales blancas, pantalones rojos y medias rojas.

## Medios de comunicación

### Periódicos
- El Observador, para la Provincia de Quillota, Petorca y Marga Marga. Aparece cada martes y viernes.
- La Estrella de Quillota, circula en la Provincia de Quillota y Petorca cada viernes.

### Radioemisoras
FM
- 88.7 MHz Radio Mila
- 89.1 MHz Radio Crystal
- 90.5 MHz Beat FM
- 91.5 MHz Somos FM
- 91.9 MHz Radio Carnaval
- 92.7 MHz Eros FM
- 95.7 MHz Dulce FM
- 97.1 MHz Raudal FM
- 97.7 MHz FM Okey
- 101.5 MHz Radio Quillota
- 102.3 MHz Radio Azúcar
- 103.7 MHz Radio Cosmos
- 104.7 MHz Libra FM
- 105.5 MHz Observador Radio
- 106.5 MHz Nexo FM
- 107.1 MHz Radio Kayros
- 107.5 MHz Radio Santo Nombre de Jesús

AM
- 1530 kHz Radio Nexo

### Televisión
TDT
- 2.1 - Chilevisión HD
- 2.2 - UChile TV
- 6.1 - TVN HD
- 6.2 - NTV
- 9.1 - Canal 13 HD
- 9.2 - T13 En Vivo
- 48.1 - VTV Quillota
- 48.3 - TV Costa

Cable
- 9 - Quintavisión (VTR)